# سیارک ۴۳۷۴
سیارک ۴۳۷۴ (به انگلیسی: 4374 Tadamori، نامگذاری:1987BJ) چهار هزار و سیصد و هفتاد و چهارمین سیارک کشف شده‌است که در ۳۱ ژانویه ۱۹۸۷ کشف شد.
قدر مطلق سیارک برابر ۱۳٫۰۰ است.